# Linksys
Linksys est une société fondée en 1988 commercialisant des routeurs avec et sans fil ainsi que des cartes réseaux classiques ou au format USB. Linksys a été une des premières sociétés à utiliser la norme wifi 802.11g. C'était au début des années 2000, la société occupe la première place sur ce marché aux États-Unis.
La plupart des produits Linksys sont plutôt destinés aux particuliers ou aux petites entreprises. En 2003, Cisco Systems a racheté Linksys et a fait de cette société une filiale spécialisée dans les équipements réseaux et VoIP pour le SOHO.
En 2013, Belkin a racheté Linksys.

## ProjetOpen sourcedu routeurWRT54G/WRT54GL
Pour les promoteurs de l'Open Source, un des routeurs les plus remarquables de Linksys est le WRT54G. Pour des questions de coûts, Linksys a décidé de baser son firmware sur un système Linux.
Il faut savoir que les routeurs "grand public" consistent en un processeur et un système d'exploitation ou firmware, le plus souvent propriétaire, et que la majorité des fonctionnalités sont implémentées dans ce firmware qui est adapté au matériel afin de minimiser les coûts de production.
Toutefois, ces routeurs, notamment sur les modèles d'entrée de gamme, sont extrêmement dépendant de la qualité du firmware. Certains sont connus pour être peu fiables. S'ils ne sont pas équipés d'un processeur rapide, ils peuvent ralentir le trafic réseau. Le WRT54G dispose d'un processeur correct mais le firmware basé sur Linux était imparfait et manquait de fonctionnalités avancées.
En 2003, le Professeur Eben Moglen de la Columbia Law School signala qu'en raison de la programmation sous Linux du firmware, Cisco était légalement obligé de diffuser le code source du routeur, conformément à la licence GNU, ou GPL. Ainsi, involontairement, Cisco a dû publier le code, et révéler les secrets de l'interface entre le logiciel Linux et le matériel Cisco. 
Une communauté open source est alors apparue dédiée au développement de mod du firmware du routeur Linksys. Les développeurs ont rapidement découvert comment ajouter des fonctionnalités à 600 dollars sur des routeurs en valant 60, mais sans toujours réussir à corriger les défauts d'origine du Firmware, notamment ceux concernant le transfert en Peer To Peer, obligeant l'utilisateur à éteindre et rallumer le routeur régulièrement pour le rendre de nouveau opérationnel.
En 2019, l'entreprise a lancé de nouveaux appareils utilisant la technologie WiFi pour détecter les mouvements sans utiliser de caméras.

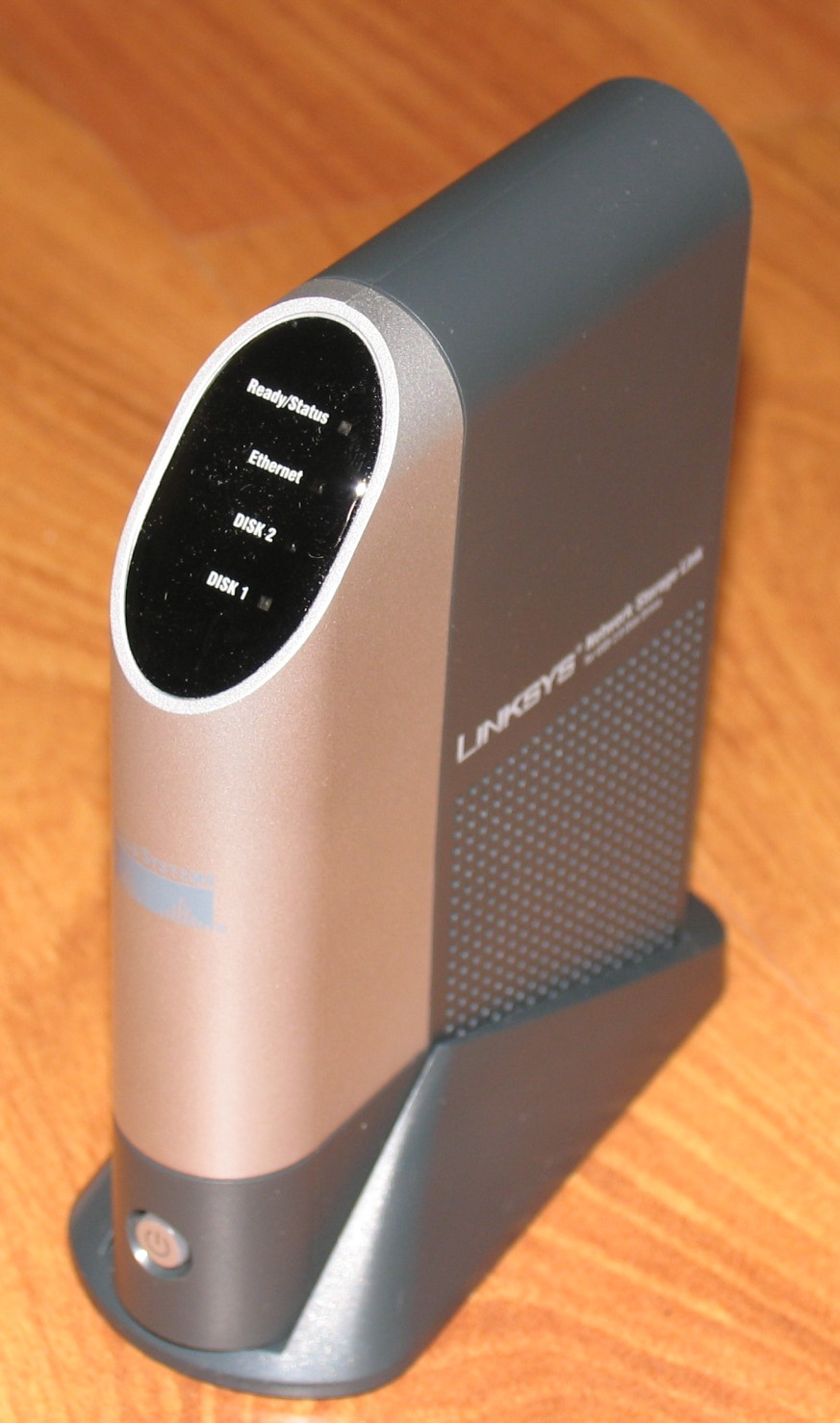
Unité de stockage en réseau (NAS) pour disques durs USB 2.0 NSLU2

## ProjetOpen sourcedu NSLU2
Le NSLU2 est une unité de stockage en réseau (NAS) pour disques durs USB 2.0,.